# Kawasaki Ki-64
Kawasaki Ki-64 (яп. 川崎 キ 64) — проєкт армійського винищувача Імперської армії Японії періоду Другої світової війни.
Кодова назва союзників — «Роб» (англ. Rob).

## Історія створення
Незважаючи на завантаженість роботами з літаком Kawasaki Ki-45 та проектуванням Kawasaki Ki-60 та Kawasaki Ki-61, Такео Дої зміг у 1939 році спроєктувати нестандартний швидкісний винищувач.
Через потребу армії в сучасних літаках штаб ВПС Імперської армії Японії підтримав роботу Дої тільки у 1940 році, коли видав замовлення на літак, який тримав назву Ki-64. Літак мав мати максимальну швидкість 700 км/г на висоті 5000 м і набирати цю висоту за 5 хв.
Для літака був вибраний двигун Kawasaki Ha-201 потужністю 2350 к.с., що був спаркою двох 12-циліндрових двигунів Kawasaki Ha-40 рідинного охолодження. Один двигун ставився перед кабіною пілота, інший позаду. Гвинт був співвісним, причому передній гвинт змінного кропу приводився в рух заднім двигуном, а задній гвинт фіксованого кроку — переднім двигуном. Головною особливістю літака була випарна система охолодження з поверхневим конденсатором на крилі та закрилках. В кожному крилі було по 70 л води для системи охолодження, площа конденсатора становила 24 м². Передній двигун використовував конденсатор лівого крила, задній — правого. Крило мало ламінарний профіль, в ньому розміщувались паливні баки та дві 20-мм гармати «Ho-5», через наявність в крилах також баків з водою, місце не могло використовуватись для палива, що обмежувало операційну дальність літака. Вся конструкція тривалий час випробовувалась в аеродинамічній трубі, а система охолодження — на спеціально допрацьованому літаку Ki-61. Це, хоча й затримало випуск першого прототипу до грудня 1943 року, але дозволило уникнути проблем з системою охолодження, яка давала приріст швидкості у 40-50 км/г.
Випробувальні польоти почались у грудні 1943 року. Всього було проведено 6 випробувальних польотів. Під час останнього загорівся задній двигун, що призвело до аварійної посадки. Двигун відправили на завод двигунів в Акасі для ремонту, проте він так і не був завершений до кінця війни.
Серійний літак Ki-64 KAI планували оснастити потужнішим двигуном Kawasaki Ha-201 потужністю 2800 к.с. та обладнати гвинтом-автоматом, що мало дати максимальну швидкість 800 км/г.
Але зрештою було прийняте рішення доопрацьовувати серійні літаки.
Після закінчення війни фюзеляж літака був знайдений на заводі Kawasaki в Ґіфу, і американці відправили Ki-64 для досліджень у Райт-Філд (англ. Wright Field)) через його унікальну охолоджувальну систему.
Оскільки розробка Ki-64 велась тривалий час, американська розвідка дізналась про неї. Очікуючи появу нового винищувача на фронті, йому була присвоєна назва «Роб» (англ. Rob).

## Тактико-технічні характеристики

### Технічні характеристики
- Екіпаж: 1 чоловік
- Довжина: 11,00 м
- Висота: 4,25 м
- Розмах крил: 13,50 м
- Площа крил: 28,00 м²
- Маса пустого: 4 050 кг
- Маса спорядженого: 5 100 кг
- Навантаження на крило: 182,1 кг/м²
- Двигуни: 1 х Kawasaki Ha-201
- Потужність: 2 200 к. с.
- Питома потужність: 2,17 кг/к.с.

### Льотні характеристики
- Максимальна швидкість: 690 км/год (на висоті 5000 м)
- Швидкість підйому: на висоту 5000 м за 5 хв. 30 с.
- Дальність польоту: 1 000 км
- Практична стеля: 12 000 м

### Озброєння
- 4 x 20-мм гармати «Ho-5» або
- 2 x 20-мм гармати «Ho-5» та 2 x 12,7-мм кулемети «Ho-103»